# Појана (Мехединци)
Појана (рум. Poiana) насеље је у Румунији у округу Мехединци у општини Казанешти. Oпштина се налази на надморској висини од 177 m.

## Становништво
Према подацима из 2002. године у насељу је живело 208 становника, од којих су сви румунске националности.